# Adiabatisk proces
|  | Sammenskrivningsforslag Artiklerne Tøradiabatisk temperaturfald, Adiabatisk proces er foreslået sammenskrevet. (Siden juni 2017) Diskutér forslaget |

En adiabatisk temperaturforandring eller adiabatisk proces består af en luftmasse, som stiger eller synker i atmosfæren, hvorved trykket falder eller stiger, hvilket igen medfører, at temperaturen falder eller stiger – uden at der afgives eller modtages varme til/fra omgivelserne.

## Tør og våd luft
Såfremt luftmassens relative luftfugtighed er under 100%, vil temperaturændringen være på ca. 1 °C pr. 100 m – såkaldt tør-adiabatisk. I en våd-adiabatisk proces, vil temperaturændringen kun være på ca. ½°C pr. 100 m, idet en fortætning af vanddamp frigiver energi og en fordampning tilsvarende optager energi.

## Adiabatdiagram
Tegnes et diagram med temperaturen ud ad x-aksen og højden op ad y-aksen, kan der indtegnes parallelle linjer for henholdsvis tør- og våd-adiabatisk opstigen af en luftmasse. Luften vil nederst stige tør-adiabatisk, og ved dugpunktet overgå til den våd-adiabatiske kurve.
Indtegnes samtidigt en kurve over den aktuelle tilstand af atmosfæren (tilstandskurve), fås et billede af atmosfærens stabilitet. Er tilstandskurven fladere end adiabaten, vil en boble eller søjle af varm luft, selv om den afkøles med opstigningen, blive ved med at være varmere end den omgivende luft, og derfor fortsætte med at stige. Da har man en ustabil eller labil situation med termik og turbulens.